# Zdenka Marunčić
Zdenka Marunčić (Zagreb, 11. siječnja 1945.) hrvatska je kazališna, televizijska i filmska glumica.

## Biografija
Diplomirala je na zagrebačkoj Akademiji dramske umjetnosti 1972. godine. Počela je raditi u riječkom HNK Ivana pl. Zajca u sezoni 1972./73., ( Anouilh-Poziv u dvorac, režija G. Paro, Feydeau-Buba u uhu u režiji V. Gerića,  i dr.). Zatim u varaždinskom HNK, (Krleža: Vučjak i U agoniji, u režiji P. Šarčevića; Gogolj Ženidba, režija D. Tralić; M.J. Zagorka Jalnuševčani u režiji V. Štefančića, itd.) te nakon kraćega ‘slobodnjaštva’ radi u Zagrebačkom kazalištu lutaka, a od 1983. godine je u stalnom angažmanu u ZKM-u. U tom kazalištu ostvarila je svoje najbolje uloge kao što su Gospođa Petrović u Skakavcima Biljane Srbljanović u režiji Janusza Kice i više uloga u jednoj od najpoznatijih predstava novije povijesti ZKM-a predstavi Brat magarac Rene Medvešeka,  Čehov Tri sestre i Ujak Vanja te Krležino Kraljevo u režiji P. Magellija, L.N. Tolstoj Ana Karenjina u rež. Vasilija Senjina;  i mnoge druge. Nastupala u kazalištu Trešnja, glumila u brojnim predstavama za djecu. Istodobno nastupala u Teatru &td( Mujčić-Senker- Škrabe Kavana Torzo, rež. D. Tralić), te u Hrvatskom narodnom kazalištu u Zagrebu :Shakespeare Julije Cezar u rež. Koste Spaića; T. Williams Kraljestvo nebesko na zemlji u rež. P. Šarčevića; M. Držić Dundo Maroje u rež. I. Kunčević). Sudjelovala u radu slobodnih kazališnih družina ( studentsko kazalište, Lutkarski cabaret Mmanipuli). Nastupala u tv dramama ( Fanelli, Galić, Hetrich i dr. ) te u radio dramama, snimila za diskografsku kuću Jugotonkkompilaciju Zagrebački cabaret između dva rata- Kaj nam pak moreju. Pjesme i prikaze predstava objavljivala u Hrvatskom slovu, napisala stihove songova za predstave u ZKL-u: Ivica i Marica, Čarobnjak iz oza, Pinokio... 
Godine 2011. odlazi u mirovinu, a time prestaju njezini glumački angažmani. 

## Filmografija

### Televizijske uloge
- "Zabranjena ljubav" kao Lepa Krstić (2006.)

### Filmske uloge
- "Dundo Maroje" (1983.) - TV-kazališna predstava
- "Prestrojavanje" (1983.)
- "Vlastiti aranžman" (1982.)
- "Tamburaši" kao konobarica u birtiji (1982.)
- "Puška u cik zore" (1981.)
- "Čovik i arhitektura" (1977.)
- "Michelangelo Buonaroti" (1977.)

## Vanjske poveznice
- Zdenka Marunčić u internetskoj bazi filmova IMDb-u (engl.)
- Stranica na ZKM.hr  Arhivirana inačica izvorne stranice od 1. rujna 2011. (Wayback Machine)